# Limeshain
Limeshain – miejscowość i gmina w Niemczech, w kraju związkowym Hesja, w rejencji Darmstadt, w powiecie Wetterau. Gmina 30 czerwca 2015 liczyła 5374 mieszkańców.

## Historia
Przez gminę do około roku 260 przebiegała granica cesarstwa rzymskiego oraz znajdował się mały obóz o wymiarach 10,65 × 12 m.